# Калниньш, Альберт Петрович
Альберт Петрович Калниньш (30 сентября 1928, Минск) — советский и белорусский архитектор. Заслуженный архитектор Белорусской ССР (1980).

## Биография
Родился в 1928 году в Минске. С 1944 по 1952 год работал слесарем, затем помощником капитана Рижского пароходства, являлся курсантом. Член КПСС с 1953 года.
В 1958 году окончил архитектурный факультет Белорусского политехнического института. До 1988 года работал в БелНИИгипросельстрой: сначала архитектором, с 1960 года — главным архитектором проектов, с 1976 года руководителем архитектурной мастерской, которая была главной в стране по проектированию сельских поселений и промышленных комплексов в СССР. С 1994 по 1997 год работал заместителем директора Белэронавигации.
Член Союза архитекторов СССР с 1972 года.

## Работы
Основные работы: генеральный план и проект детальной планировки поселка Чаусы (1963—1967), проекты планировки и застройки поселка Ленино, в том числе перепланировка уличной сети, реконструкция памятника польским воинам дивизии Тадеуша Костюшко, мемориальный комплекс Памятник-музей Советско-польского военного содружества, восстановление окружающего ландшафта, плотины, водохранилища, технологические транзитные дороги, мост через реку Мерея, 1965 год, поселков Семенча (1970—1978), Снов (1970—1980), Рясна (1975—1980); комплексный проект поселков Усакина и Жамчужного (оба 1979—1985 годы).
Проекты мемориальных комплексов «Усакина» (1982), «Узник крестьянин» (1985) в Кличевском районе, памятника В. И. Ленину в Кличеве (1985) . Комплексный проект планировочной структуры сети сельских школ Белорусской ССР (школы, общежития, расположение, застройка; 1974—1979 годы). Проекты планировки и строительства поселков с промышленными комплексами на осваиваемых землях Белорусского Полесья (1968—1986 годы), сел Каменецкого района Казахской ССР (1960-61 годы), Пыталовского района Псковской области РСФСР (1984—1985 годы).
Автор публикаций по архитектуре и капитальному строительству в сельской местности, в том числе «Пути преобразования села в поселок нового типа» (журнал «Сельское строительство Беларуси», 1968 год); в соавторстве «Благоустройство и благоустройство сельских поселений» (1980, 1991), «Дом для села» (1985).

## Награды
Награжден Почетной грамотой Президиума Верховного Совета БССР (1973 год), золотой, серебряной и бронзовой медалями ВДНХ СССР (1970, 1976, 1980, 1982, 1983 годы) За лучшие решения по планировке и строительству сельских поселений, Почетной грамотой СССР (1972 год).